# 大波蘭地區奧斯特魯夫

大波蘭地區奧斯特魯夫（波蘭語：Ostrów Wielkopolski，縮寫：Ostrów Wlkp.）是波蘭中部的城鎮，位於大波蘭省，約有7萬名居民，是該省第四大城市。

## 友好城市
- 法國 贝尔热拉克
- 德国 諾德豪森
- 德国 代利奇
- 義大利 雷契
- 加拿大 布蘭特福[2]

## 外部連結
- City hall home page（页面存档备份，存于）